# Избори за председника општине вароши Београда 1892.
Дана 9. децембра 1892. године одржани су локални избори за председника општине вароши Београда, као и три члана суда и четири кметовска помоћника.

## Пред изборе
Дана 21. новембра 1892. одржан је референдум на територији Београда о неповерењу тадашњој управи града. Референдум је затражен од стране четири Београђанина који су затражили од Суда општине Београд распише изборе на којима ће се грађанство изјаснити о неповерењу управи вароши. Ови грађани представили су и 1.172 судски оверена потписа грађана Београда који су и регистровани гласачи, што ипак није био довољан број за испуњење услова за расписивањем референдума. Међутим, и поред тога, Управа вароши Београда својим актом од 11. новембра, наредила је Суду да у року од 10 дана распише референдум о неповерењу председнику општине и целој општинској управи. Стога, варошки Суд одлучио је да рапише референдум о неповерењу управи вароши Београда за 21. новембар 1892. године, на празник Ваведење.
На референдуму могли су да гласају сви они који имају право гласа и на регуларним изборима, а то су сви пунолетни Београђани који годишње плаћају непосредне порезе од 15 динара, а нису под старатељством или нису изгубили право гласа по било ком основу. Могла су изаћи и она лица која су чланови задруге, ма колико плаћали порез, као и сва она лица која су ослобођена плаћања пореза тако што су проглашена неспособним за рад, инвалидима, или они који примају милостињу из државне касе.
На референдум нису имали право изаћи осуђени криминалци који нису повратили своја права, затвореници, као и преступници који вређају јавни морал док им не истекне годину дана од дана издржане казне. Такође, гласање није било дозвољено особама која се налазе под судским ислеђивањем, над којима се води судски поступак, која су под полицијским надзором, као и порески дужници. Такође, по Закону, официри и војници сталног кадра нису могли изаћи на биралишта.
Биралишта су отворена у 8 сати ујутру, а затворена у 6 часова увече.
На референдуму Београђани су апсолутном већином гласова изгласали неповерење тадашњој Управи вароши, укључујући председника општине Милована Маринковића, као и целокупном варошком часништву које је смењено одмах сутрадан, 22. новембра 1892. године. Привремени вршилац дужности председника општине вароши Београда постао је Петар Татић.

## О изборима
Након изгласавања неповерења Управи, било је потребно расписати нове општинске изборе на којима би се изабрао председник општине, као и три члана суда и четири кметовска помоћника. Дана 28. новембра 1892, избори су расписани за 9. децембар исте године. Избори за одборнике и њихове заменике одржани су 4 дана касније, 13. децембра 1892. године.

## Резултати
На изборе је изашло укупно 3.333 грађана с правом гласа од укупно 6.408 уписаних бирача, што значи да је излазност била довољна да се избори прогласе пуноважећим. Према Закону, на изборе потребно је да изаће једна трећина, а на ове изборе изашло је 52,01% уписаних гласача.
За председника општине огромном већином гласова изабран је дотадашњи в.д. председника општине вароши Београда Петар Татић, адвокат из Београда. Он је добио 3.325 гласова, што износи невероватних 99,76% гласова! Другопласирани је био Вукашин Петровић, пензионер из Београда, који је добио свега 5 гласова. Кандидовала су се још 3 кандидата од којих је свако добио по само један глас. Ти преостали кандидати су: Аћим Чумић, Спасоје Стевановић и Стеван Поповић.
За 3 члана суда, по сличном упитно демократском начину, изабрани су Мијаило Јовановић, Никола Бошковић и Коста Симић, са сличним бројем гласова оном које је добио и Петар Татић, док су остали кандидати добили једноцифрен број гласова. Слично је било и при избору 4 кметовска помоћника; ту су изабрани Панта Боди, Јанаћко Јанковић, Сретен Димитријевић и Дамљан Димитријевић.
По сличном принцпипу, и са готово идентичним бројем гласове за оне који су изабрани, одиграли су се и избори за одборнике и њихове заменике 4 дана касније. Такође, и на овим изборима, они кандидати који нису изабрани добили су једноцифрен број гласова, максимално 2 гласа.

## Након избора
Петар Татић није дуго остао на месту председника општине вароши Београда, јер је већ 2. априла 1893. године поднео оставку. Оставку је поднео јер је један дан раније, 1. априла, државу преузео радикалски кабинет Лазара Докића, помоћу ког је краљ Александар збацио намеснике и преузео власт у држави пре свог пунолетства. Након оставке Петра Татића, влада је на место председника општине поново поставила Милована Маринковића 6. априла, налазећи оправдање за то у Државном савету који је његово раније уклањање поништио.